# Rock 'n' Roll Train
«Rock 'n' Roll Train» es una canción nominada al premio Grammy de la banda australiana AC/DC, que forma parte de su álbum de estudio Black Ice (2008).
Es el primer sencillo del álbum, donde se aprecia que la banda regresa a aquellos gloriosos años, con la voz de Brian Johnson, las guitarras de Angus y Malcolm Young, el bajo de Cliff Williams, y Phil Rudd en la batería.
La historia habla sobres los grandes momentos que han pasado juntos esta banda australiana, cuando se subieron a un tren escribieron la canción.

## Lanzamiento
El 27 de agosto de 2008 en la medianoche, el sencillo fue subido al sitio oficial de la banda y al MySpace de la banda. Tuvo su lanzamiento en la radio el 28 de agosto a las 17:00 tiempo de Nueva Zelanda, en la estación de radio The Rock. La canción fue utilizada para abrir la gira musical Black Ice World Tour después de la animación en la pantalla gigante en la que se estrella el tren que hace referencia a esta canción.

## Video musical
El video fue filmado el 15 de agosto de 2008 en Londres, con 150 fanes ganadores de un sorteo. El video fue subido el 19 de septiembre en el sitio oficial de la banda. También se lanzó el video musical en formato excel, siendo este el primero video musical de la historia en hacerlo en ese formato.
El video musical tuvo gran relevancia en canales reconocidos como MTV y Much Music.

## Posiciones en las listas
| Listas (2008)                             | Posición |
| ----------------------------------------- | -------- |
| U.S. Billboard Hot Mainstream Rock Tracks | 1        |
| U.S. Billboard Hot Modern Rock Tracks     | 25       |
| U.S. Billboard Hot Dance Club Play        | 30       |
| Canadian Hot 100                          | 45       |
| Japan Hot 100                             | 44       |
| Portugal Singles Top 50                   | 41       |
| Spain Singles Top 20                      | 4        |